# Горбунов, Антон Кириллович
Антон (Антоний) Кириллович Горбунов (1850—1914) — русский архитектор. Автор ряда зданий в Санкт-Петербурге.

## Биография
Родился в 1850 году в семье живописца К. А. Горбунова. С 1873 года учился в Академии Художеств; в 1877 году окончил курс наук. Получил малую (1880) и большую (1883) серебряные медали. В 1884 году удостоен звания неклассного художника, в 1886 — классного художника 3-й степени.
Архитектор при дворце великого князя Алексея Александровича (1883—1909). Проживал в Петербурге по адресу: набережная реки Фонтанки, 110 (1896—1914). Скончался в 1914 году.

## Проекты и постройки
- Доходный дом. Каменноостровский проспект, 44 — набережная Карповки, 16 (1893)[4];
- Доходный дом. Каменноостровский проспект, 44в (1897)[4].